# 洼姓
洼姓是一個中文姓氏，無論在歷史上或今世皆相當罕見。

## 起源
- 凌迪知《萬姓統譜》：「洼音圭，望出南陽。」另外，又有滿族洼蘭氏改洼氏。

## 堂號
- 南陽堂：以望立堂，亦稱鄧州堂、謝城堂、宛城堂。

## 名人
- 洼丹：東漢初著名的經學家。[3]其家鄉於古洼丹邑地，故在返鄉教書時改名為洼丹。後世之洼姓者，多以其先祖名號或居邑名稱為姓氏。
- 洼炫：唐朝時洪州幕府。[4]

## 延伸阅读
[在维基数据编辑]
 《欽定古今圖書集成·明倫彙編·氏族典·洼姓部》，出自陈梦雷《古今圖書集成》